# Wodka
Wodka (aus dem Slawischen, polnisch wódka [ˈvutka], russisch водка wodka [ˈvotkə], nordsamisch vodka [vɔdka]; Diminutiv von woda ‚Wasser‘, also ‚Wässerchen‘) ist eine meist farblose Spirituose mit einem Alkoholgehalt von idealerweise 40 Volumenprozent. Er zeichnet sich besonders durch seinen fast neutralen Geschmack und das Fehlen jeglicher Fuselöle, künstlicher Aromen oder anderer fermentierter Stoffe aus. Er wird entweder pur getrunken oder in Cocktails vermischt.

## Wortherkunft
Das Wort Wodka kommt aus den slawischen Sprachen und ist dort ein Femininum. Es ist ein Diminutiv des polnischen Wortes woda bzw. des russischen Wortes вода für ‚Wasser‘. Früher wurde die Spirituose auf Deutsch Wutka genannt, was der polnischen Aussprache (wódka) am nächsten kommt. Die heutige deutsche Schreib- und Aussprechweise ähnelt am ehesten der niedersorbischen Sprache (wodka) oder beispielsweise der tschechischen Aussprache (vodka).

## Geschichte

### Beginn der Getreidedestillation
Der erste Wodka wurde laut schriftlicher Erwähnung 1405 im ehemaligen Königreich Polen in Sandomierz gebrannt, dieser hat ein traditionelles noch bis heute in Polen verwendetes Destillationsverfahren. Mit hoher Wahrscheinlichkeit entstand die heutige Art der Wodkaherstellung evolutionär und dank des in agrarisch geprägten Ländern wie Polen oder Russland hohen Überflusses an Roggen. Der frühe Wodka war nur etwa halb so stark wie der heutige.

### Wodka vom 16. bis zum 19. Jahrhundert
Vom 16. bis zum 18. Jahrhundert durfte der Wodka in Russland nur in Tavernen verkauft werden, die vom Zaren eine Genehmigung hatten. Da sich dieses Prinzip jedoch nicht bewährte, gab Zar Peter der Große schließlich die Wodkaproduktion frei, ließ diese jedoch besteuern. Katharina II. schränkte das Produktionsrecht wieder ein und nur noch Adelige und Staatsunternehmen durften die Spirituose offiziell herstellen. Im 19. Jahrhundert kam die Kartoffel als Rohstoff auf, und Billigbrände überschwemmten den osteuropäischen Markt. Zum Ende des 19. Jahrhunderts wurde in Russland deshalb wieder das Staatsmonopol für die Produktion eingeführt. Unklar ist, ob der Chemiker und Entwickler des Periodensystems, Dmitri Mendelejew, auch der „Erfinder“ des „modernen“ Wodkas ist. Bekannt ist aber, dass er die Maßeinheit Gramm für Wodka eingeführt hat, denn 100 Gramm fasst die sogenannte „Stopka“, das traditionelle Wodkaglas. Seine Doktorarbeit hat er zwar zum Thema der Verbindung von Wasser und Ethanol verfasst, diskutierte aber nur Mischungsverhältnisse ab 70 % Ethanol.
Als ältester Markenwodka gilt der seit 1823 im damals preußischen Posen hergestellte Wyborowa, der ab 1873 auch ins westeuropäische Ausland exportiert wurde. Ab 1874 entwickelte die Versuchs- und Lehranstalt für Spiritusfabrikation des Vereins der Spiritusfabrikanten in Deutschland mit dem Adler-Wodka eine erste deutsche Wodka-Marke.
Wodkaproduzenten mit einer langen Tradition sind neben Polen, Russen und Ukrainern auch die Schweden und Finnen. Daneben waren in Norddeutschland dem Wodka sehr ähnliche Kornbrände beliebt. In anderen Nationen war diese Spirituose in der breiten Bevölkerung zum Ende des 19. Jahrhunderts völlig unbekannt. Wodka wurde in Westeuropa lediglich in Adelskreisen als rare osteuropäische Spezialität geschätzt.

### Wodka im 20. Jahrhundert
Bei Ausbruch des Ersten Weltkrieges 1914 verbot der russische Zar Nikolaus II. den Ausschank und Verkauf von Wodka. Dies führte zu einem Einbruch der Staatseinnahmen um ein Drittel. Als Folge blühte überall die Schwarzbrennerei auf. Beim Sturm auf den Winterpalast im Zuge der Oktoberrevolution wurden auch die Alkoholvorräte des Zaren geplündert.
Die Bolschewiki verboten die Produktion und den Verkauf aller Arten von Alkohol vollständig, mussten dieses Verbot jedoch 1925 aus finanzpolitischen Gründen wieder aufgeben. Unter Stalin wurde aus dem Gewinn des staatlichen Wodka-Monopols ein beträchtlicher Teil des Staatshaushalts finanziert. Im Zweiten Weltkrieg wurden Wodkarationen für die Soldaten der Roten Armee eingeführt.
Durch die zeitweise Prohibition in Russland wanderten zahlreiche Hersteller von Wodka nach der Oktoberrevolution aus und brachten die Produktion des Wodkas nach Westeuropa, Nordamerika und sogar nach Neuseeland. Zunächst nur in exilrussischen Gemeinden konsumiert, wurde Wodka durch den Cocktailboom ab den 1950er Jahren zu einem Weltgetränk. Vormalige exilrussische Gründungen wie Smirnoff und Gorbatschow wandelten sich ebenso zu Weltmarken wie neu hinzu kommende Westmarken wie Puschkin, eine Tochter von Berentzen.
In den 1980er Jahren gab es in der Sowjetunion Jahre, in denen Juri Andropow und Michail Gorbatschow die Wodkaherstellung stark einschränken ließen. Die Anti-Alkohol-Kampagne Gorbatschows führte zu einem Aufblühen der Schwarzbrennereien sowie einem rapiden Anwachsen der Fälle von Alkoholvergiftung. Unter der Regierung von Boris Jelzin wurde zu Beginn der 1990er Jahre die Wodkaproduktion in Russland wieder freigegeben, das staatliche Monopol wurde aufgehoben und die Anzahl der Wodkamarken wuchs beträchtlich, teilweise in Kooperation mit westlichen Spirituosenkonzernen.

## Rohstoffe
Wodka kann aus unterschiedlichen, kohlenhydrathaltigen Ausgangsstoffen hergestellt werden. Meist wird Getreide verwendet, aber auch Kartoffeln und Melasse sind üblich. In den meisten Ländern gibt es keinerlei spezielle Beschränkung der möglichen Rohstoffe für Wodka, sofern diese für die Herstellung von Spirituosen im Allgemeinen zugelassen sind. So wird beispielsweise in Australien, Italien, Frankreich oder den Vereinigten Staaten Wodka mitunter aus Weintrauben produziert.

### Forderungen nach Reinheitsgebot
Polen und mehrere nordeuropäische Länder fordern, dass echter Wodka lediglich aus Kartoffeln, Getreide und allenfalls noch Melasse hergestellt werden dürfe. Ein solches Reinheitsgebot gibt es schon in Russland und der Ukraine. Diese beiden Länder sind weltweit (noch vor der EU) die größten Wodkaproduzenten. Der Ausschuss für Umweltfragen, Volksgesundheit und Lebensmittelsicherheit des Europaparlaments einigte sich jedoch am 30. Januar 2007 auf den Vorschlag des deutschen CDU-Abgeordneten Horst Schnellhardt, dass beim Brennen von Wodka auch andere Substanzen verwendet werden dürfen. Allerdings müsse der Ursprungsstoff im Namen getragen werden.

### Getreide
Das traditionelle Getreide zur Wodkaherstellung in Osteuropa ist bis heute Roggen. Daraus hergestellter Wodka schmeckt lieblich, weich, mild, leicht süßlich; daher gilt er als der beste Ausgangsstoff. In westlichen Ländern wird oft Weizen sowie in Skandinavien zum Teil auch Gerste verwendet. Andere Getreidesorten wie Mais oder Reis gehören nicht zu den traditionellen Rohstoffen und werden selten verwendet, wobei Reis allerdings in jüngerer Zeit bei einigen in Europa eher unbekannten asiatischen Wodkaherstellern Verbreitung gefunden hat.

### Kartoffeln
Kartoffeln werden seit dem 19. Jahrhundert verwendet. Der Geschmack des daraus gewonnenen Wodkas ist gewöhnlich schwerer und süßlicher als der des aus Weizen destillierten Wodkas. Vor allem in Polen und der Ukraine werden Wodkas aus Kartoffeln hergestellt.

### Melasse
Melasse – ein Nebenprodukt der Zuckerproduktion – gilt als der billigste und qualitativ schlechteste Rohstoff für Wodka. Der Geschmack des daraus gebrannten Wodkas ist meistens etwas süßer als der von Getreidewodka. Die Verwendung dieses Ausgangsstoffs ist sowohl in den Zuckerrohranbauländern als auch in einigen europäischen Ländern wie z. B. Deutschland oder Tschechien verbreitet. Hieraus hergestellte Wodkas zählen nahezu immer zum unteren Preissegment.

## Herstellung

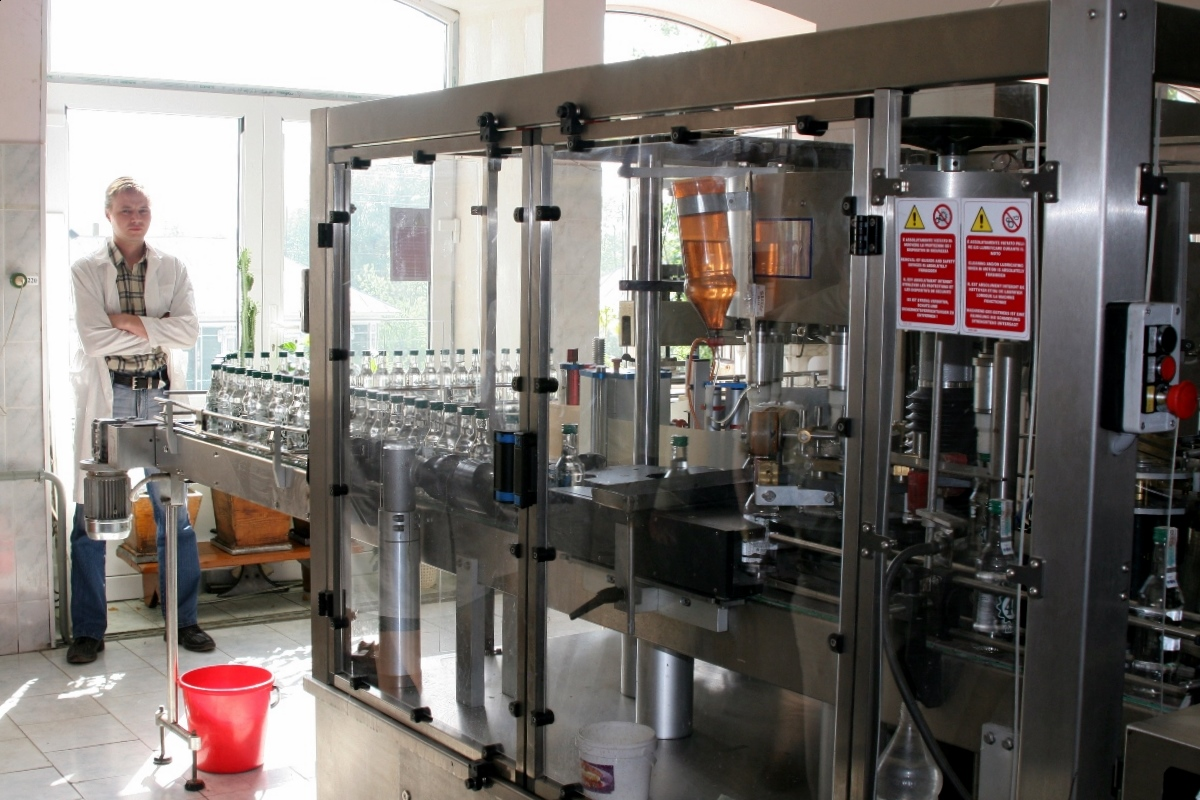
Wodka-Abfüllanlage

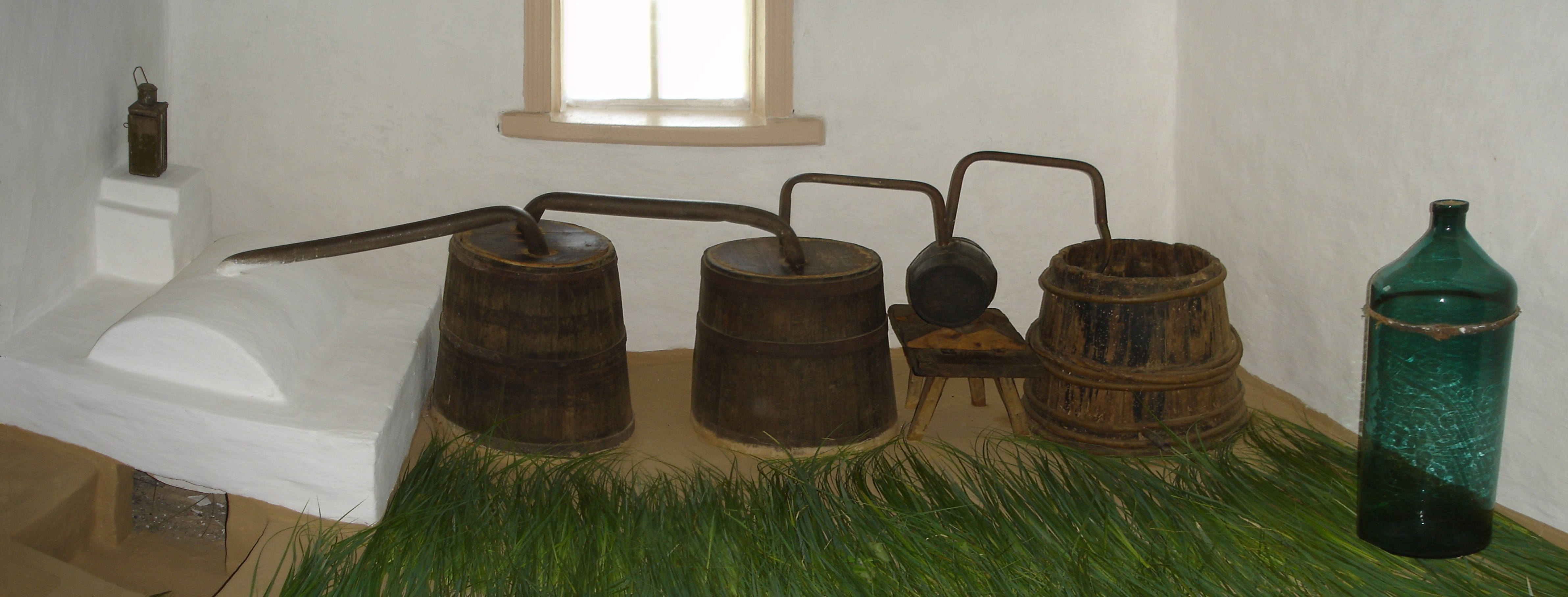
Historischer Wodka-Destillationsapparat

Der erste Schritt zur Wodkagewinnung ist dem des Bierbrauens sehr ähnlich. Man beginnt mit der Herstellung der sogenannten Maische, dem Vermischen des jeweiligen Ausgangsstoffs, also geschrotetes und gemälztes Getreide oder zerkleinerte Kartoffeln, mit Wasser, wobei den Kartoffeln zusätzlich noch Enzyme z. B. aus Malz zugesetzt werden müssen. Beim anschließenden Erhitzen werden die im Malz enthaltenen Enzyme (v. a. Amylase) aktiv und spalten die Stärkemoleküle auf. Der nun süßen Maische (der Würze) wird Hefe hinzugefügt, um die Gärung in Gang zu setzen. Beim Gären wird der Zucker in der Maische in Alkohol umgewandelt, bis zu einem Gehalt von 6 bis 7 Volumenprozent Alkohol. Dadurch stirbt die Hefe ab.
Danach findet das eigentliche Brennen statt, wobei der sogenannte Rohalkohol gewonnen wird. Der Brennvorgang wird stufenweise wiederholt, um die Produktqualität zu verbessern. Der Brennprozess findet dabei kontinuierlich statt, das Maischen hingegen geschieht in Chargen.
Um den Wodka möglichst geschmacksneutral herzustellen, wird das Destillat mehrfach oder mindestens abschließend filtriert. Dabei werden Begleitaromen entfernt, vor allem die sogenannten Fuselöle. Dazu wird die Flüssigkeit durch Säulen mit Aktivkohle gepumpt, die die unerwünschten Stoffe an sich bindet. Auch biologisch durch Milcheiweiß, durch Einfrieren und Ausfällen von Verunreinigungen und elektrisch kann das Destillat gereinigt werden. Abschließend werden die verbliebenen Schwebeteilchen mit Hilfe von sehr feinporigen Filtrationsanlagen abgetrennt. Der gereinigte Wodka besteht also fast nur noch aus Wasser und Ethanol. Diese Neutralisierung des Geschmacks durch einen Filterprozess unterscheidet den Wodka vom Kornbrand. Die Qualität des Filterprozesses ist entscheidend für den verbleibenden Geschmack des Endproduktes und damit auch dessen Preis. Billigere Produkte können noch Reste an Fuselölen enthalten.
Eine Reifung nach dem Brennen ist nicht erforderlich. Die Lagerung bis zur Abfüllung geschieht in Glas-, Stein- oder Edelstahltanks. In einem letzten Arbeitsgang wird der Wodka mit Wasser auf Trinkstärke verschnitten; sie beträgt in Deutschland meist 37,5 oder 40 % Vol. Traditionell hat Wodka seit Mendelejew 40 % Vol. Alkohol. Moderne Marken schwanken jedoch zwischen 37,5 % (z. B. Smirnoff) und 56 % (Krepkaya), wobei unverdünnt getrunkene Sorten für gewöhnlich 45 % Vol. nicht überschreiten. Das Wasser wird vor der Zugabe meistens ebenfalls gefiltert, bei Premiummarken die Mischung noch weiter veredelt. Dann wird der Wodka abgefüllt.
Neben den reinen oder puren Wodkas werden inzwischen auch aromatisierte Wodkas hergestellt, indem das Destillat oder der pure Wodka mit Früchten, Gewürzen, Extrakten oder Essenzen angesetzt oder Aromaöle hinzugegeben werden. Die häufigsten Aromatisierungen sind die Typen Zitrone bzw. Lemon und Schwarze Johannisbeere (oft englisch Black Currant), die es mittlerweile von den vielen größeren Markenherstellern gibt.

## Wodkagefäße

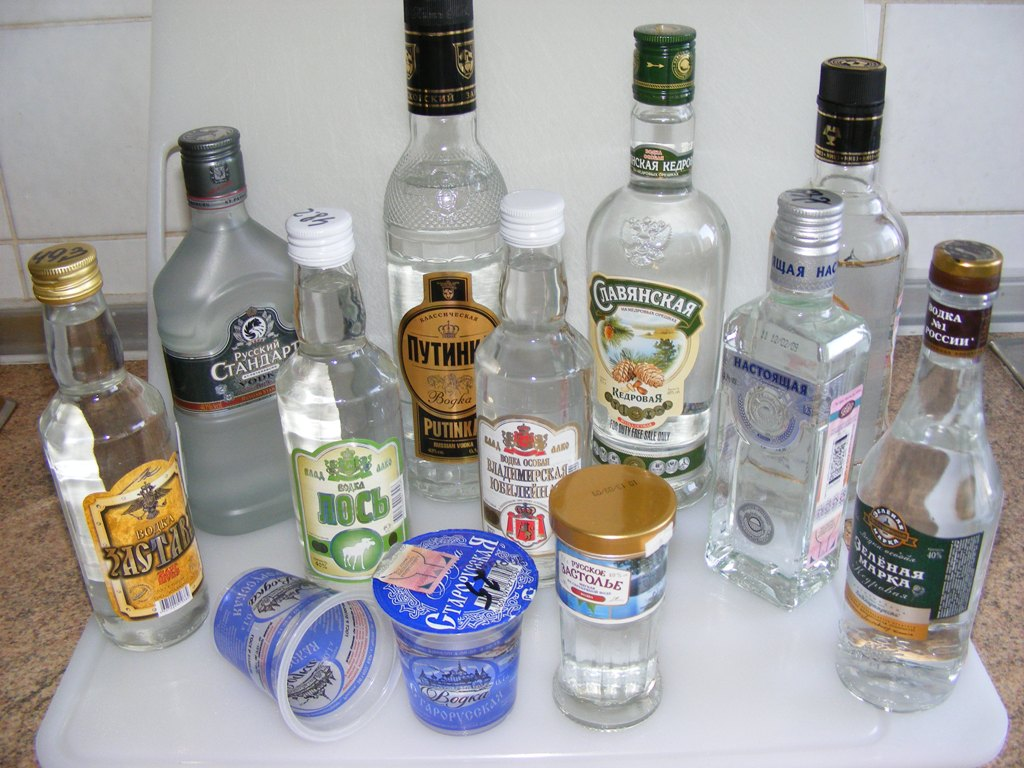
Kleine russische Wodkafläschchen

Wodka wird üblicherweise in Flaschen verkauft. In Polen gibt es Wodka in 0,20-l-Flaschen (an EU-Norm angepasst, vorher 0,25 l) in 0,5-, 0,7- und seltener in 1-l-Flaschen. In Russland wird er neben den üblichen 0,5-l-Flaschen ebenfalls in kleinen Flaschen mit 0,25 l Inhalt verkauft. Ebenfalls gibt es kleine Gläser mit Einwegverschluss. Eine Zeitlang gab es in Russland Plastikbecher mit 0,1 l Inhalt, diese verschwanden jedoch wieder vom Markt, da der Alkohol Schadstoffe aus dem Plastik löste. In Deutschland werden meist 0,7- und 1-l-Flaschen verkauft, letztere gewöhnlich in Großhandlungen und Duty-free-Shops.

## Konsum

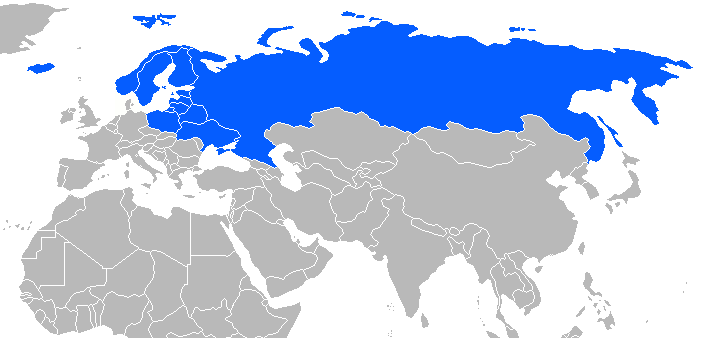
Der „Wodka-Gürtel“. In Nord- und Osteuropa wird Wodka im Vergleich zum Rest der Welt am meisten konsumiert.

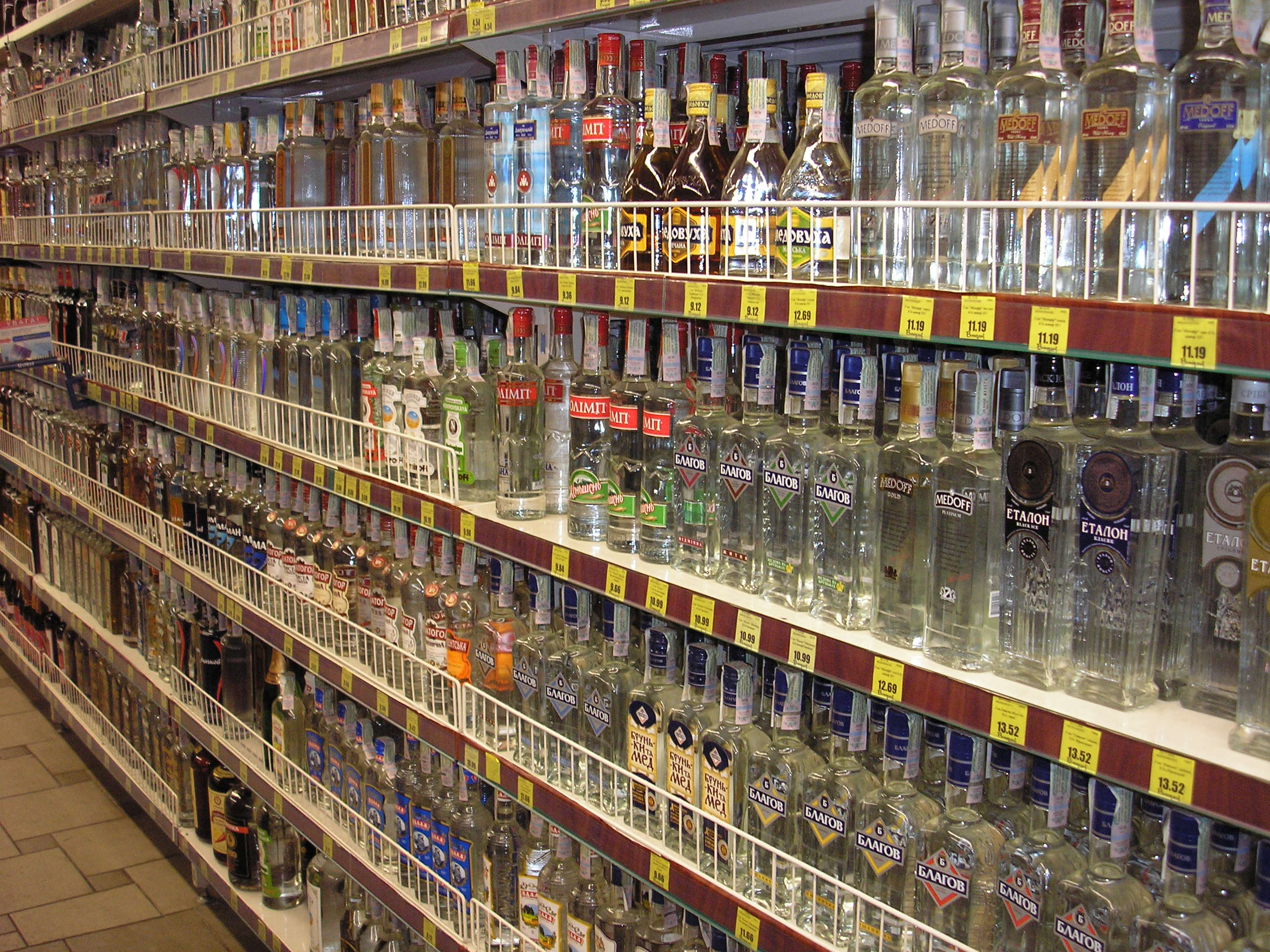
Regal mit Wodka in einem ukrainischen Lebensmittelgeschäft

Wodka wird in Polen wie auch in Russland meist im Rahmen einer langen Mahlzeit konsumiert. Meist werden viele kleine kalte oder warme Speisen, etwa eingelegte Pilze, Salzgurken, Fleischbällchen, Kartoffelpüree, Roggenbrot und Butter, säuerliches (nicht zu süßes) Obst etc., über einen Tisch verteilt, und jeder isst etwas, während zwischendurch immer wieder ein Wodka getrunken wird. Ebenfalls gehört sehr oft eine halbe Zitronenscheibe dazu, ähnlich wie beim Tequila. Traditionell fassen die Gläser etwa hundert Gramm Wodka (etwa 0,1 Liter), fünfmal so viel wie deutsche Schnapsgläser. Diese traditionellen Gläser wurden jedoch seit dem Ende der Sowjetunion in Osteuropa allmählich von Schnapsgläsern des westlichen Typus verdrängt. Beim Trinken hält man die Luft an und trinkt das Glas auf einen Zug aus, anschließend atmet man tief aus und isst etwas. Wodka ohne Gesellschaft zu trinken, ist in Russland und in Polen verpönt und gilt als Zeichen von Alkoholismus.
In den traditionellen Herstellungsländern wird Wodka gern pur und bei Zimmertemperatur getrunken. In westlichen Ländern wird Wodka daneben mitunter gern zum Mixen von Cocktails und Longdrinks verwendet. So wird Wodka zum Beispiel mit Orangensaft („Screwdriver“), sonstigen Fruchtsäften oder mit Limonaden gemixt. Aufgrund seines neutralen Geschmacks ist er für die Zubereitung einer Bloody Mary unerlässlich. Der in den USA entwickelte Cocktail Moscow Mule trug zu einem großen Teil zum Erfolg des Wodkas in den USA ab den 1950er Jahren bei.